# Bee Gees Mr Natural (EP2)

## Közreműködők
- Barry Gibb – ének, gitár
- Maurice Gibb – ének,  gitár, zongora, orgona, basszusgitár
- Robin Gibb – ének
- Alan Kendall –  gitár
- Dennis Bryon  –  dob
- Geoff Westley – billentyűs hangszerek
- Jim Keltner – dob
- stúdiózenekar

## A lemez dalai
- Mr. Natural  (Barry és Robin Gibb)  (1974), stereo 3:46, ének: Barry Gibb, Robin Gibb
- Heavy Breathing (Barry és Robin Gibb) (1973), stereo 3:50, ének: Barry Gibb
- Elisa (Barry, Robin és Maurice Gibb) (1972), stereo 2:48, ének: Barry Gibb, Robin Gibb, Maurice Gibb
- Charade  (Barry és Robin Gibb)  (1973), stereo 3:14, ének: Barry Gibb, Robin Gibb

## Top 10 helyezés
- Charade :  7.: Chile